# Ares I-Y
Ares I-Y měl být druhý test rakety Ares I v programu Constellation, měl být podobný jako předchozí test Ares I-X, který byl proveden 28. října 2009. Mise byla původně naplánovaná na září 2013, ale později se termín přesunul na březen 2014 a ještě později byl definitivně zrušen. Namísto Ares I-Y NASA navrhla Ares I-X Prime, který by měl mít podobné cíle jako tento zrušený test.